# Hạ, Vận Thành
Hạ (chữ Hán giản thể:夏县, âm Hán Việt: Hạ huyện) là một huyện thuộc địa cấp thị Vận Thành, tỉnh Sơn Tây, Cộng hòa Nhân dân Trung Hoa. Huyện Hạ có diện tích 1352 km², dân số năm 2002 là 350.000 người. Huyện Hạ có 6 trấn và 7 hương.
- Trấn: Thành QUan, Tứ Giao, Bùi Giới, Thủy Đầu, Niệm Chưởng, Miếu Tiền.
- Hương: Kỳ Gia Hà, Quách Đạo, Đại Miếu, Vũ Vương, Hồ Trương, Úy Quách, Tào Gia Trang.